# Ламбракис, Григорис
Григо́рис Ламбра́кис (греч. Γρηγόρης Λαμπράκης, 3 апреля 1912, Керасица, Аркадия, Греция — 27 мая 1963, Афины, Греция) — греческий врач, спортсмен, общественный и политический деятель левого толка. Его убийство ультраправыми, связанными с властями, спровоцировало серьёзный политический кризис.

## Биография
Окончив школу в родной деревне, Ламбракис получил медицинское образование в Афинском университете, став гинекологом. 
В 1936—1959 годах он удерживал национальный рекорд по прыжкам в длину. Также участвовал и побеждал в международных соревнованиях, неоднократно был призёром Балканских игр, а в 1943 году стал инициатором создания антифашистского «Союза греческих атлетов» (греч. Ένωση των Ελλήνων Αθλητών). 
Во время оккупации Греции в 1941—1944 Ламбракис активно участвовал в движении Сопротивления, в 1943 году вступил в Национально-освободительный фронт Греции (ЭАМ). 
После завершения Второй мировой войны он окончил учёбу на медицинском факультете в 1950 году, занимался врачебной практикой и открыл в 1957 году частную клинику в Пирее, где оказывал бесплатную медицинскую помощь неимущим слоям населения.
Ламбракис имел пацифистские убеждения и активно выступал против американского военного присутствия в Греции, что сблизило его с левыми силами. Став членом Единой демократической левой партии (ЭДА), в 1961 году он был избран депутатом парламента от Пирея по списку Вседемократического аграрного фронта Греции, в котором участвовала ЭДА. В том же году по его инициативе в Греции была учреждена «Комиссия за международную разрядку и мир» (греч. Eπιτροπή για την Διεθνή Ύφεση και Ειρήνη), а сам Ламбракис в 1963 году занял пост её вице-председателя. В 1962 году был делегатом Всемирного конгресса за всеобщее разоружение и мир (Москва), в 1963 году — участником Олдермастонского похода сторонников мира против атомного вооружения (Великобритания).
21 апреля 1963 года греческие пацифисты организовали Первый марафон мира от Марафона до Афин, который был запрещён и разогнан полицией, задержавшей часть участников (в том числе композитора Микиса Теодоракиса), однако Ламбракис, воспользовавшись депутатской неприкосновенностью, прошёл весь путь до конца в одиночку. 22 мая того же года на антивоенном митинге в Салониках после своего выступления Ламбракис был тяжело ранен двумя ультраправыми экстремистами палкой по голове на виду у многочисленной толпы и полиции. 27 мая он умер в госпитале.
На следующий день в Афинах состоялась демонстрация, в которой приняли участие более 500 000 человек, выступавших против поддержки, которую ультраправым оказывали королевская семья и консервативное правительство Караманлиса. Была учреждена общественная организация «Молодёжь Ламбракиса» (греч. Νεολαία Λαμπράκη), первым секретарём которой стал друг убитого Теодоракис. Стены домов покрывались граффити «Z», что расшифровывалось как греч. Ζει! (Жив!). Марафон мира был объявлен ежегодным. Расследование, проведённое следователем Христосом Сардзетакисом и генеральным прокурором Павлосом Делапортасом, подтвердило связи полиции и ультраправых группировок, что повлекло за собой отставку правительства и приход к власти левоцентристских сил, за которым последовали политический кризис 1965 года, получивший название Апостасия — «отступничество», и правый военный переворот 1967 года.
После свержения хунты «чёрных полковников» в 1974 году в честь Ламбракиса был назван ряд улиц и площадей, а также стадион в Калитее. С 1983 года каждый ноябрь в память о нём проходит Афинский классический марафон.
Убийство Ламбракиса и его последствия легли в основу романа Василиса Василикоса «Дзета» (Z), который был в 1969 году экранизирован французским режиссёром греческого происхождения Коста-Гаврасом с участием Ива Монтана в роли депутата-пацифиста (под которым подразумевался Ламбракис) и Жана-Луи Трентиньяна в роли следователя. Музыку к фильму написал Микис Теодоракис. Фильм был удостоен премии «Оскар» за лучший фильм на иностранном языке в 1969 году.